# Лізбен (Нью-Гемпшир)
Лізбен (англ. Lisbon) — місто (англ. town) в США, в окрузі Ґрафтон штату Нью-Гемпшир. Населення — 1595 осіб (2010).

## Демографія
Згідно з переписом 2010 року, у місті мешкало 1595 осіб у 659 домогосподарствах у складі 439 родин. Було 809 помешкань
Расовий склад населення:
| - 97,8 % — білих - 0,2 % — корінних американців - 0,2 % — чорних або афроамериканців |

До двох чи більше рас належало 1,4 %. Частка іспаномовних становила 0,9 % від усіх жителів.
За віковим діапазоном населення розподілялося таким чином: 22,9 % — особи молодші 18 років, 62,8 % — особи у віці 18—64 років, 14,3 % — особи у віці 65 років та старші. Медіана віку мешканця становила 42,8 року. На 100 осіб жіночої статі у місті припадало 100,4 чоловіків;  на 100 жінок у віці від 18 років та старших — 97,0 чоловіків також старших 18 років.
Середній дохід на одне домашнє господарство  становив 72 841 долар США (медіана — 51 726), а середній дохід на одну сім'ю — 83 867 доларів (медіана — 57 350). Медіана доходів становила 37 375 доларів для чоловіків та 36 979 доларів для жінок. За межею бідності перебувало 13,2 % осіб, у тому числі 18,6 % дітей у віці до 18 років та 6,0 % осіб у віці 65 років та старших.
Цивільне працевлаштоване населення становило 789 осіб. Основні галузі зайнятості: виробництво — 27,8 %, роздрібна торгівля — 19,6 %, освіта, охорона здоров'я та соціальна допомога — 19,6 %.